# Quadrângulo de Arcadia

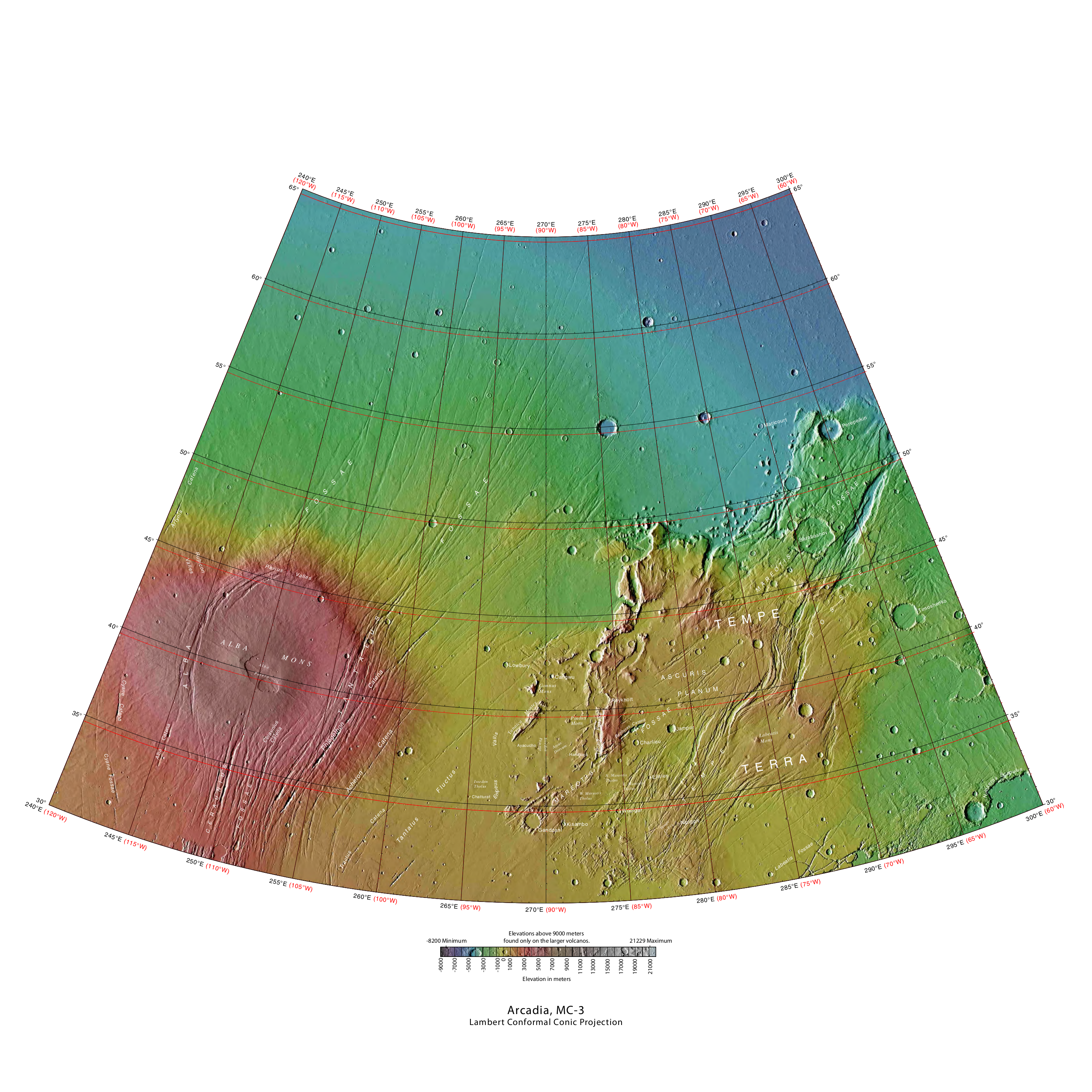
Quadrângulo de Arcadia

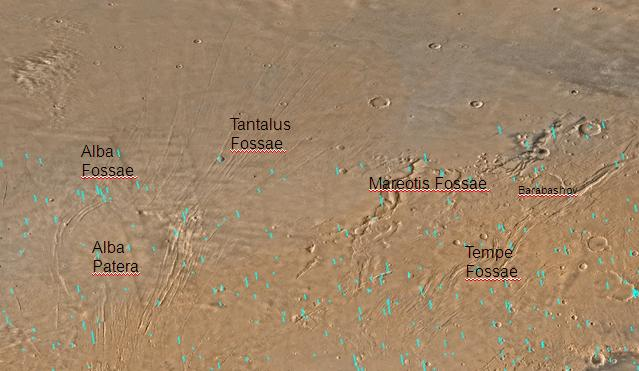
Mapa do quadrângulo de Arcadia com as principais formações indicadas. Há vários sulcos chamados fossae nessa área.

O quadrângulo de Arcadia é um de uma série de 30 quadrângulos em Marte estabelecidos pelo Programa de Pesquisa de Astrogeologia do Serviço Geológico dos Estados Unidos (USGS em inglês). O quadrângulo se localiza na porção noroeste do hemisfério ocidental de Marte e cobre uma área que vai de 180º a 240º longitude leste (120º a 180º longitude oeste) e de 30º a 65º latitude norte. O quadrângulo utiliza uma Projeção conforme de Lambert a uma escala nominal de 1:5,000,000 (1:5M). Também se pode referir ao quadrângulo de Arcadia como MC-3 (Mars Chart-3).
As delimitações sul e norte do quadrângulo de Arcadia medem aproximadamente 3,065 km e 1,500 km de largura, respectivamente. A distância norte-sul é de aproximadamente 2,050 km (pouco menos que a distância da Groenlândia). O quadrângulo cobre uma área aproximada de 4,9 milhões de km², ou pouco mais de 3% da área superficial de Marte.

## Origem do nome
Arcadia é o nome de uma formação de albedo telescópica localizada a 45° N e 260° E em Marte. A formação recebeu o nome de uma região montanhosa no sul da Grécia. O nome foi aprovado pela União Astronômica Internacional (UAI) em 1958.

## Fisiografia e geologia
O quadrângulo abriga Alba Patera, o maior vulcão (em área e volume) no sistema solar e Tempe Terra, um bloco bastante fraturado de uma antiga crosta do tamanho do Alasca.

## Fossa
Grandes fraturas (depressões extensas e estreitas) chamadas fossae na linguagem geográfica utilizada para Marte. Essas fraturas se formam quando a crosta é esticada até seu rompimento numa rachadura. Esse estiramento pode ser devido ao peso excessivo de um vulcão próximo. Fossae/buracos de crateras são comuns próximos a vulcões no complexo vulcânico de Tharsis e Elysium.. Uma fossa muitas vezes possui duas quebras com a sessão intermediária se movendo para baixo, deixando escarpas íngremes nos lados; uma fenda deste tipo é chamada um graben.  Crateras de buraco não possuem bordas ou ejecta ao redor, tal como crateras de impacto. Estudos tem mostrado que em Marte uma falha pode ter uma profundidade de até 5 km. Além do mais, a rachadura ou falha às vezes se alarga ou dilata. O alargamento ocasiona a formação de um grande volume de espaço vazio. Quando material desliza para dentro da fenda, uma cratera de buraco ou cadeia de crateras de buraco se forma. Em Marte, crateras de buraco individuais muitas vezes mergem formando cadeias ou até mesmo formando sulcos muitas vezes fracionados. Outras ideias tem sido propostas para explicar a formação de fossae e crateras de buraco. Há evidencias de que estes estejam associado a diques de magma. Magma pode se mover através do subterrâneo desfazendo as rochas e, mais importante, derretendo o gelo. A ação resultante poderia ser a abertura de uma rachadura na superfície. Crateras de buraco não são comuns na Terra. Dolinas, formadas onde o chão desaba deixando um buraco (às vezes no meio de uma cidade) lembram crateras de buraco em Marte. No entanto, na Terra esses buracos são causados por rochas arenosas sendo dissolvidas causando como consequência um buraco no solo.
Conhecimento dessas localizações e mecanismos de formação de crateras de buraco e fossae são importantes para a futura colonização de Marte pois estes locais podem ser reservatórios de água. Muitos grabens são encontrados no quadrângulo de Arcadia. Imagens abaixo mostram exemplos de grabens em Arcadia.

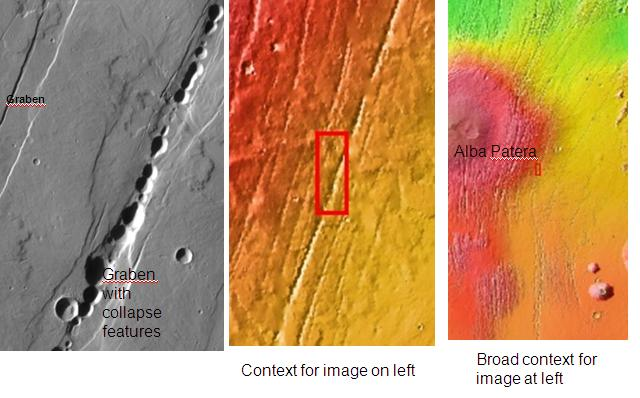
Graben próximo a Alba Patera, visto pela THEMIS.  Grabens e catenae são formações de colapso, ambos causados por falhas.  Quando a crosta é esticada, falhas se formam e materiais caem no vazio causado pelo estiramento. Os vulcões Uranius Tholus (acima) e Ceraunius Tholus (o maior) são visíveis em um contexto amplo, abaixo e à direita de Alba Patera.
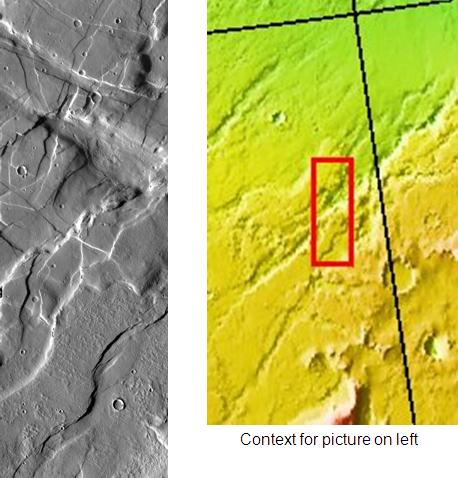
Forças de diferentes direções fizeram com que este complexo de grabens se formasse.  Imagem obtida pela THEMIS.

## Rastros de redemoinho
Muitas áreas de Marte, incluindo Arcadia, experimentam a passagem de redemoinhos gigantes. Uma fina cobertura de poeira clara cobre a maior parte da superfície de Marte. Com a passagem de um redemoinho essa cobertura é soprada expondo a camada escura à superfície. Estes redemoinhos têm sido avistados desde o solo até a órbita. Eles até mesmo limparam a poeira dos painéis solares dos dois rovers em Marte, desse modo prolongando suas vidas úteis.  Os rovers gêmeos foram desenvolvidos para durar três meses, mas eles têm durado cinco anos e ainda estão em atividade. Foi observado que o padrão ds riscas muda a cada poucos meses.

## Dark Slope Streaks
Muitos locais em Marte exibem riscas escuras em barrancos íngremes (Dark Slope Streaks), como nas paredes das crateras. Aparentemente, as riscas são mais escuras quando jovens, clareando com o passar do tempo. Muitas vezes elas começam como um ponto pequeno e estreito, ficando então cada vez mais largas e se estendem terreno abaixo por centenas de metros.  Várias ideias têm sido elaboradas para explicar essas riscas. Algumas envolvem água, ou até mesmo o crescimento de organismos.  As riscas surgem em áreas cobertas por poeira. Grande parte da superfície de Marte é coberta por poeira porque em intervalos mais ou menos regulares a poeira abaixa cobrindo tudo. Sabe-se muito a respeito disso, pois os painéis solares da Mars Rover ficam cobertos por poeira, reduzindo dessa forma a energia elétrica. A potência dos rovers foi restaurada muitas vezes pelo vento, na forma de redemoinhos, limpando os painéis aumentando a geração de eletricidade. Dessa forma sabemos que a poeira cai da atmosfera com frequencia.
Acredita-se que avalanches de poeira clara que exponham uma camada inferior mais escura. Muito da superfície de Marte é coberta por poeira fina. Tempestades de areia são frequentes, especialmente quando a estação da primavera tem início no hemisfério sul.  Nessa época, Marte se encontra 40% mais próximo do sol. A órbita de Marte é muito mais elíptica que a da Terra. Isto é, a diferença entre o ponto mais distante e o mais próximo do sol varia muito em Marte, mas muito pouco na Terra. Ainda, num ciclo de poucos anos o planeta inteiro é tomado por tempestades de poeira. Quando a sonda Mariner 9 da NASA aterrissou no planeta, nada podia ser visto através da tempestade de areia. Outras tempestades de poeira globais têm sido observadas desde então.

## Outras formações no quadrângulo de Arcadia

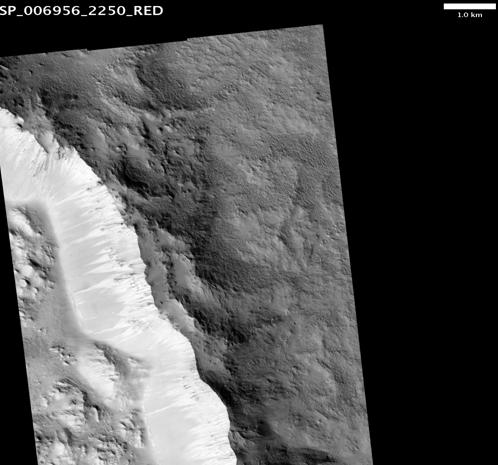
Cratera de impacto na delimitação norte de Alba Patera, visto pela HiRISE.  A extensão da barra de escala é de 1 km.
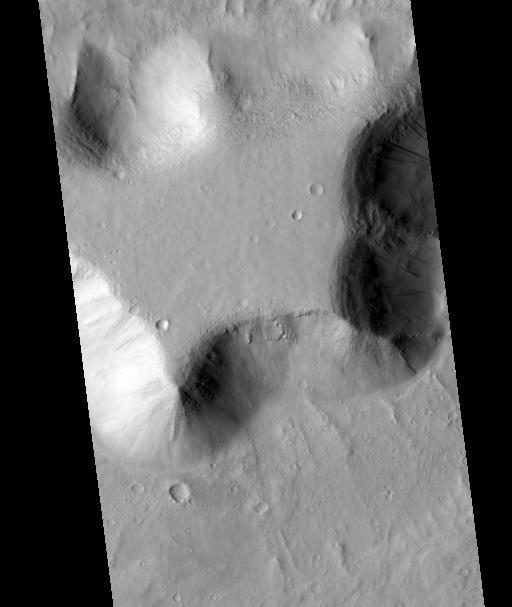
Vsta de Lobate Debris Apron ao longo de em desfiladeiro.